# Consejo Nacional de Educación (Perú)
El Consejo Nacional de Educación (CNE) es un órgano especializado, consultivo y autónomo del Ministerio de Educación (MINEDU). Tiene como finalidad participar en la formulación, concertación, seguimiento y evaluación del Proyecto Educativo Nacional, las políticas y planes educativos de mediano y largo plazo, y las políticas intersectoriales que contribuyen al desarrollo de la educación.

## Creación
El Consejo Nacional de Educación (CNE) se creó por D.S. 007-2002-ED el 1 de marzo de 2002 y un mes después, el 8 de abril, sus integrantes juramentaron ante el presidente de la República, Alejandro Toledo, y el ministro de Educación, Nicolás Lynch. La creación del CNE se encuentra legalmente establecida en la Ley General de Educación desde el año 1982, pero recién fue en el 2002, que se “reincorpora, como órgano especializado del Sector Educación, al Consejo Nacional de Educación”. Para el 2003, una renovada Ley General de Educación, promulgada en julio del 2003 a través de la Ley N° 28044, garantizó su estabilidad y ratificó sus funciones principales. 
Los primeros consejeros fueron designados a través de una norma legal del 22 de marzo de 2002, firmada por el Ministro de Educación, Nicolás Lynch. El padre Ricardo Morales fue elegido como presidente del primer Consejo Nacional de Educación, cuya formalización ocurrió en un contexto de democratización del Estado y bajo la necesidad de constituir un pacto social y político para lograr la transformación educativa que el país requiere. Luego del padre Morales, han sido presidentes del CNE: Patricia Salas, Jesús Herrero, Andrés Cardó, Hugo Díaz, César Guadalupe y María Amelia Palacios. 

## Organización
El 26 de enero del 2023, mediante Decreto Supremo N°002-2023-MINEDU se modificó el artículo 6 del Decreto Supremo Nº 007-2002-ED, modificado por el artículo 2 del Decreto Supremo Nº 010-202-ED. Posteriormente, mediante Resolución Ministerial N°118-2023-MINEDU y Resolución Ministerial N°195-2023-MINEDU se nombraron a los doce consejeros para el periodo 2023-2026. 
En el primer Plenario del Consejo Nacional de Educación 2023-2026 se eligió al nuevo comité directivo, presidido por Luis Lescano Sáenz. Durante la sesión, también se eligió como vicepresidenta a Lida Asencios Trujillo y como vocales a Grover Pango Vildoso, Clemencia Vallejos Sánchez Vda. de Ángulo y Lourdes Armey Tejada. Asimismo, como accesitarios están Tatiana del Carmen Peramás, Miguel Ferré y Lieneke Schol.  

###### Funciones[8]
- Participar en la formulación, concertación, seguimiento y evaluación del Proyecto Educativo Nacional.
- Presentar al Ministro de Educación una propuesta de plan de desarrollo de la educación peruana.
- Promover la concertación de opiniones y propuestas de políticas de mediano y largo plazo entre diferentes Sectores y actores políticos del país.
- Promover acuerdos y compromisos a favor del desarrollo educativo del país a través del ejercicio participativo del Estado y la sociedad civil.
- Opinar sobre temas de transcendencia educativa, a solicitud del Ministerio de Educación o del Congreso de la República y de oficio en asuntos concernientes al conjunto de la educación peruana.
- Proponer las decisiones políticas y legislativas que impliquen la modificación del Proyecto Educativo Nacional.
- Realizar anualmente el seguimiento del Proyecto Educativo Nacional para formular propuestas de actualización permanente.
- Establecer canales permanentes de información y diálogo con la población.
- Promover vínculos con los organismos de participación regional del Estado y de la sociedad civil.

En cuanto a la responsabilidad principal del Consejo, que tiene que ver con el cumplimiento del Proyecto Educativo Nacional, reconociendo la gradualidad de su ejecución y la diferencia entre los tiempos políticos y los resultados educativos; el CNE tiene la responsabilidad de servir de nexo entre uno y otro gobierno, así como ayudar a dar continuidad a los esfuerzos de mediano y largo plazo que se tracen.

## Consejeros
El Consejo Nacional de Educación está conformado por 12 consejeros de distintas posturas y posiciones sociales y políticas; asimismo, cuenta con el soporte de un equipo técnico multidisciplinario y comprometido que ha hecho y hace posible la acción del CNE en las múltiples tareas emprendidas, siendo la más importante la construcción concertada y seguimiento del Proyecto Educativo Nacional. Anteriormente estaba conformado por 25 miembros.
En el año 2023, se modificó el artículo 6 del Decreto Supremo N° 007-2002-ED, y el artículo 2 del Decreto Supremo N° 010-2022-ED, lo que modifica sus funciones y reduce la cantidad de integrantes y el tiempo de designación de cada uno.

### Actual
Comité Directivo 2023 - 2026
- Presidente: Luis Lescano Sáenz

Consejeros 2023 - 2026:
- Lida Violeta Asencios Trujillo
- María Isabel León Klenke
- Fiorella Sylvana López Salas
- Luis Lescano Saénz
- Grover Pango Vildoso
- Lieneke Schol Calle
- Clemencia Vallejos Sánchez Vda. de Ángulo
- Jorge del Carmen Chávez Escobar
- Miguel Ferré Trenzano
- Idel Vexler Talledo
- Lourdes Andrea Armey Tejada
- Tatiana del Carmen Peramás De la Fuente

### Anteriores
Consejeros  2020 - 2023: Gerson Víctor Ames Gaspar, Patricia Paola Ames Ramello, Manuel Eduardo Bello Domínguez, Renata Anahí Bregaglio Lazarte, Edistio Miguel Camere de la Torre Ugarte, Ernesto Marco Julio Cavassa Canessa, María Delia Cieza Alarcón, Dante Córdova Blanco, Víctor Hugo Díaz Díaz, Julia Constantina Enríquez Lizárraga, Alberto Martín Gago Medina, Inés Kudó Tovar, Sandro Luis Marcone Flores, Vania Masías Málaga, Patricia McLauchlan Jimenez de Arregui, Rocío Aurora Muñoz Flores, Maria Amelia Palacios Vallejo, Grover Germán Pango Vildoso, Grimaldo Rengifo Vásquez, Mario Raúl Rivera Orams, Mariana Graciela Rodriguez Risco, Liliana Miranda Molina, Emma Patricia Salas O' Brien, Cynthia Ann Sanborn, Lucy Ann Trapnell Forero e Idel Alfonso Vexler Talledo.
Comité Directivo 2020 - 2023
- Presidenta: María Amelia Palacios Vallejo
- Vicepresidenta: Patricia McLauchlan Jiménez de Arregui
- Vocales: Grimaldo Rengifo Vásquez, Sandro Marcone Flores y Manuel Bello Domínguez
- Secretaria Ejecutiva: María Luisa Benavides

Consejeros 2014 - 2020: Andrés Cardó, César Guadalupe, Efraín Gonzales de Olarte, Fabiola León-Velarde, Gustavo Yamada, Grover Pango, Hugo Díaz, Jorge Jaime, Idel Vexler (con licencia), Juana Scarsi, Lea Sulmont, León Trahtemberg, Manuel Burga, María Isabel León, Mario Rivera, Martín Vegas, Patricia Ames, Patricia Arregui, Paul Neira, Ramón Barua, Rosario Valdeavellano, Santiago Cueto, Teócrito Pinedo y Walter Velásquez.
Consejeros 2014 - 2020: Andrés Cardó, César Guadalupe, Efraín Gonzales de Olarte, Fabiola León-Velarde, Gustavo Yamada, Grover Pango, Hugo Díaz, Jorge Jaime, Idel Vexler (con licencia), Juana Scarsi, Lea Sulmont, León Trahtemberg, Manuel Burga, María Isabel León, Mario Rivera, Martín Vegas, Patricia Ames, Patricia Arregui, Paul Neira, Ramón Barua, Rosario Valdeavellano, Santiago Cueto, Teócrito Pinedo y Walter Velásquez.
Comité directivo 2017-2020
- Presidente: César Guadalupe Mendizábal
- Vicepresidente: Grover Pango Vildoso
- Vocales: Fabiola León-Velarde, Mario Rivera Orams y Jorge Jaime Cardenas
- Secretaria ejecutiva: Mariella Bazán Maccera[15]

Proyecto Educativo Nacional al 2036: El reto de la ciudadanía plena 
Proyecto Educativo Nacional al 2036: El reto de la ciudadanía plena 
El Proyecto Educativo Nacional 2036: El reto de la ciudadanía plena llama a que el esfuerzo nacional en el terreno educativo se enlace con las labores necesarias en distintos ámbitos de la vida nacional para lograr una ciudadanía plena; es decir, para que todas las personas, sin distinción de ningún tipo, podamos ejercer plenamente todos nuestros derechos (entre ellos, el derecho a la educación) sin menoscabo alguno, sea por deficiencias en los servicios que coadyuvan a su ejercicio (como una educación académicamente deficiente o que descuide el desarrollo integral del potencial humano) o porque estos reproducen injusticias sociales preexistentes. 

## Redes sociales
El Decreto Legislativo N°1412, aprueba la Ley de Gobierno Digital, con el objeto establecer el marco de gobernanza del gobierno digital en el Estado y el régimen jurídico para el uso de tecnologías digitales en la Administración Pública. En su artículo 3, numeral 4, establece la definición del "Canal Digital" como el medio de contacto digital que disponen las entidades de la Administración Pública a los ciudadanos y personas en general para facilitar el acceso a toda la información institucional y de trámites, realizar y hacer seguimiento a servicios digitales, entre otros. Este canal puede comprender páginas y sitios web, redes sociales, mensajería electrónica, aplicaciones móviles u otros. 
En ese sentido las redes sociales institucionales del Consejo Nacional de Educación son:  
- Consejo Nacional de Educación en Facebook
- Consejo Nacional de Educación en Twitter
- Consejo Nacional de Educación en LinkedIn
- Consejo Nacional de Educación en Instagram
- Consejo Nacional de Educaciónn en YouTube